# Epiphragma perideles
Epiphragma perideles là một loài ruồi trong họ Limoniidae. Chúng phân bố ở miền Australasia.